# 아드리앵 아르캉

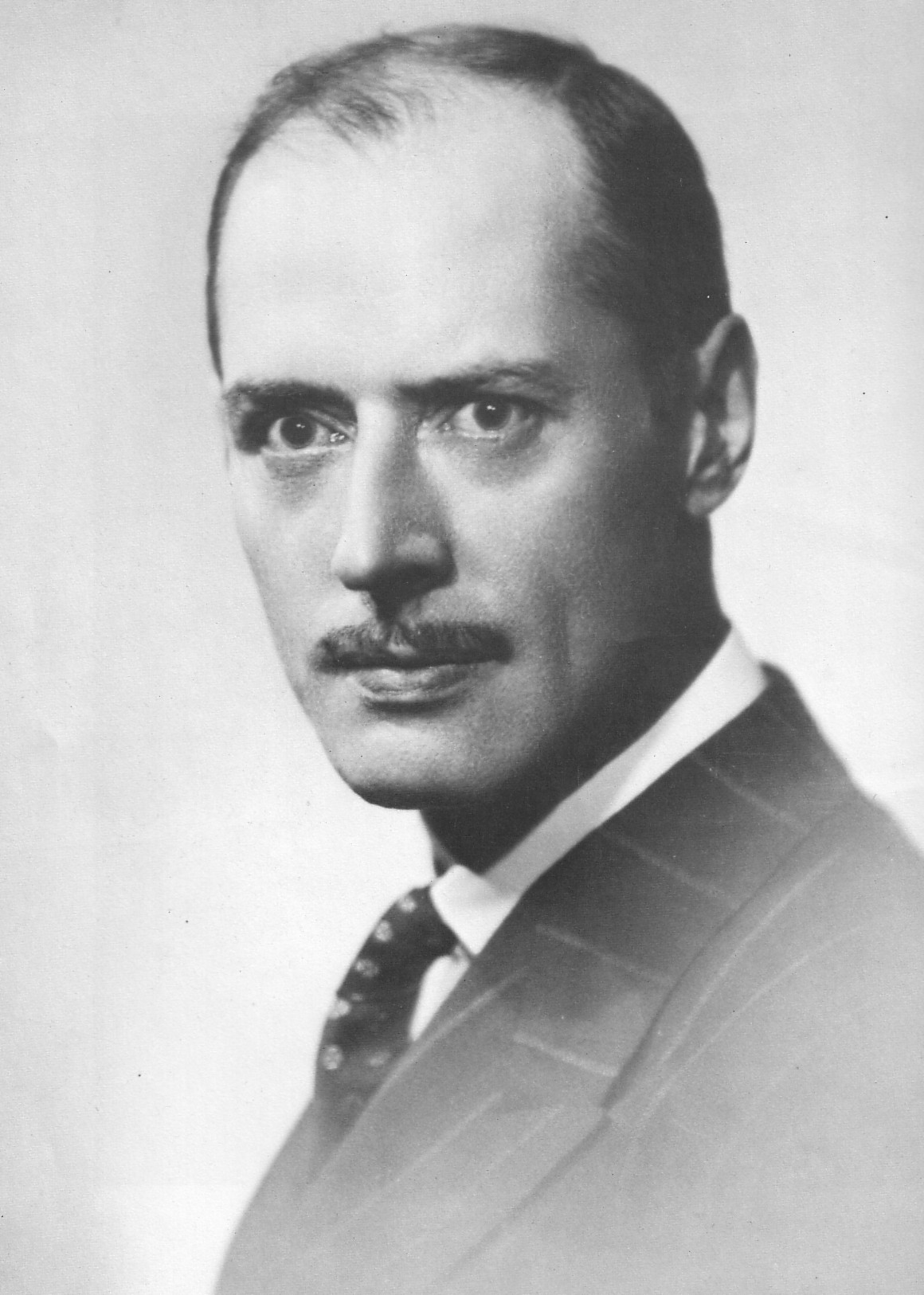
아드리앙 아르캉 (1933년)

아드리앵 아르캉(프랑스어: Adrien Arcand)는 1929년부터 1967년 사이에 파시스트 정치 운동을 이끌었던 캐나다의 언론인이다. 영어식으로는 에이드리언 아칸드(영어: Adrien Arcand)로 불린다. 정치 경력 동안 그는 자신이 캐나다 총통이라고 선언했다.
그는 제2차 세계 대전 기간 동안 캐나다 방위 규정(Defence of Canada Regulations)에 따라 연방 정부에 의해 구금되었다.